# Terrebonne
Terrebonne és una concentració de població designada pel cens dels Estats Units a l'estat d'Oregon. Segons el cens del 2000 tenia 1.469 habitants.

## Demografia
Segons el cens del 2000, Terrebonne tenia 1.469 habitants, 531 habitatges, i 409 famílies. La densitat de població era de 125,5 habitants per km².
Per edats la població es repartia de la següent manera: un 28,4% tenia menys de 18 anys, un 5,4% entre 18 i 24, un 27,2% entre 25 i 44, un 26,7% de 45 a 60 i un 12,3% 65 anys o més.
L'edat mediana era de 39 anys. Per cada 100 dones de 18 o més anys hi havia 100 homes.
La renda mediana per habitatge era de 37.674 $ i la renda mediana per família de 49.375 $. Els homes tenien una renda mediana de 26.359 $ mentre que les dones 23.476 $. La renda per capita de la població era de 17.698 $. Aproximadament el 3,9% de les famílies i el 7,6% de la població estaven per davall del llindar de pobresa.

## Poblacions més properes
El següent diagrama mostra les poblacions més properes.